# Ukraine au Concours Eurovision de la chanson 2011
L'Ukraine a participé au Concours Eurovision de la chanson 2011.

## Sélection nationale 2011
Les premiers castings pour la sélection ont démarré le 19 août 2010. Ils se sont arrêtés le 21 août. Un jury a annoncé 30 artistes pour le prochain round de la sélection nationale qui démarrera en octobre. 
35 artistes ont été choisis après les castings. Cette sélection comprenait Verka Serduchka (le représentant en 2007 et Anastassia Prykhodko (la représentante de la Russie au Concours Eurovision de la chanson 2009,.
Le 14 octobre, Verka Serduchka s'est retiré de la compétition et la NTU le remplace par Pavel Tabakov.

### Séries
Chaque séries contiendra sept concurrents. Trois chansons de chaque séries seront qualifiées via le vote du jury (en jaune), et un par le vote du public (en argent) pour la finale du 27 février 2011,.

#### Série 1
La première série fut diffusée le 31 octobre. Les trois qualifiés du jury sont Kristina Kim, Elena Korneeva et Dariya Medova. Le télévote fut ouvert après la série et finira avant la seconde série. La qualification via le vote par SMS fut le groupe Zaklyopki, avec une wildcard additionnelle attribuée à El Kravchuk.
| # | Artiste        | Chanson                 |
| - | -------------- | ----------------------- |
| 1 | Yakov Smirnov  | "You'll Be With Me"     |
| 2 | Zaklyopki      | "Superhero (U-la-la)"   |
| 3 | El Kravchuk    | "Moya nadežda"          |
| 4 | Kristina Kim   | "Victim of My Love"     |
| 5 | Elena Korneeva | "Why Did I Say Goodbye" |
| 6 | Inna Voronova  | "Mr. Fever"             |
| 7 | Dariya Medova  | "Infinity"              |

#### Série 2
La deuxième série fut diffusée le 7 novembre. Les trois qualifiés du jury furent Ivan Berezovskiy, Eduard Romanyuta et Bahroma.
Le qualifié via le vote par SMS fut le duo HEKSI avec une wildcard pour le groupe Para Normal’nyh.
| # | Artiste          | Chanson         |
| - | ---------------- | --------------- |
| 1 | Para Normal’nyh  | "Gliadi"        |
| 2 | Eduard Romanyuta | "Berega"        |
| 3 | Ivan Berezovskiy | "Ave Maria"     |
| 4 | Bahroma          | "Černoe More"   |
| 5 | MetroPoly10      | "Think It Over" |
| 6 | HEKSI            | "Sever-Jug"     |

#### Série 3
La troisième série fut diffusée le 14 novembre. Les trois qualifiés furent Alexey Matias, Shanis and Jemchug. La qualification via le vote par SMS fut Vitalyj Galaj avec une wildcard pour le groupe A.R.M.I.Y.A..
| # | Artiste            | Chanson            |
| - | ------------------ | ------------------ |
| 1 | Arina Domski       | "Prosto Ljubov"    |
| 2 | Vitalyj Galaj      | "My Expression"    |
| 3 | Alexey Matias      | "Always by Myself" |
| 4 | Shanis             | "Ya Tvoja"         |
| 5 | Nataliya Pugačyova | "Hey Boy"          |
| 6 | Jemchug            | "Hero"             |
| 7 | A.R.M.I.Y.A.       | "Allo Allo"        |

#### Série 4
La quatrième série fut diffusée le 21 novembre. Les trois jurés ont qualifié Anastassia Prykhodko, Mika Newton et Zlata Ognevich. Le qualifié via le vote par SMS fut Mila Nitič, avec une wildcard attribué à Vladislav Levitskiy.
| # | Artiste              | Chanson          |
| - | -------------------- | ---------------- |
| 1 | Olexandr Kvarta      | "Ne Somnevausya" |
| 2 | Vladislav Levitskiy  | "Love"           |
| 3 | Dash                 | "No-one Knows"   |
| 4 | Zlata Ognevič        | "The Kukushka"   |
| 5 | Anastassia Prykhodko | "Action"         |
| 6 | Mika Newton          | "Angel"          |
| 7 | Mila Nitič           | "Goodbye"        |

#### Série 5
La cinquième série fut diffusée le 28 novembre. Les trois qualifiés du jury furent Jamala, Tanya Vorževa et Denis Povaliy. Le qualifié via le vote par SMS fut Pavlo Tabakov avec aucune wildcard attribué.
| # | Artiste          | Chanson                  |
| - | ---------------- | ------------------------ |
| 1 | Pavlo Tabakov    | "Shake Your Body"        |
| 2 | Jamala           | "Smile"                  |
| 3 | Denis Povaliy    | "Aces High"              |
| 4 | Maxim Novyts’kiy | ″True Love Can Free You″ |
| 5 | Tanya Vorževa    | ″Vsyo rešeno″            |
| 6 | Vroda            | "Žovtee Žyto"            |

### Demi-finales

#### Demi-finale 1
| # | Artiste             | Chanson         |
| - | ------------------- | --------------- |
| 1 | Bahroma             | "Černoe More"   |
| 2 | Jemchug             | "Hero"          |
| 3 | Vitalyj Galaj       | "My Expression" |
| 4 | HEKSI               | "Sever-Jug"     |
| 5 | Zlata Ognevič       | "The Kukushka"  |
| 6 | Para Normal’nyh     | "Gliadi"        |
| 7 | Tanya Vorževa       | ″Vsyo rešeno″   |
| 8 | Vladislav Levitskiy | "Love"          |

#### Demi-finale 2
| # | Artiste              | Chanson                 |
| - | -------------------- | ----------------------- |
| 1 | Mika Newton          | "Angel"                 |
| 2 | Ivan Berezovskiy     | "Ave Maria"             |
| 3 | Shanis               | "Ya Tvoja"              |
| 4 | Zaklyopki            | "Superhero (U-la-la)"   |
| 5 | Elena Korneeva       | "Why Did I Say Goodbye" |
| 6 | Kristina Kim         | "Victim of My Love"     |
| 7 | Denis Povaliy        | "Aces High"             |
| 8 | Anastasiya Prikhodko | "Action"                |

#### Demi-finale 3
| # | Artiste          | Chanson           |
| - | ---------------- | ----------------- |
| 1 | A.R.M.I.Y.A.     | "Allo Allo"       |
| 2 | El Kravchuk      | "Moya nadežda"    |
| 3 | Jamala           | "Smile"           |
| 4 | Eduard Romanyuta | "Berega"          |
| 5 | Mila Nitič       | "Goodbye"         |
| 6 | Pavlo Tabakov    | "Shake Your Body" |
| 7 | Dariya Medova    | "Infinity"        |

### Finale
| # | Artiste              | Chanson                 |
| - | -------------------- | ----------------------- |
|   | Bahroma              | "Černoe More"           |
|   | Jemchug              | "Hero"                  |
|   | Vitalyj Galaj        | "My Expression"         |
|   | Zlata Ognevič        | "The Kukushka"          |
|   | Vladislav Levitskiy  | "Love"                  |
|   | Mika Newton          | "Angel"                 |
|   | Shanis               | "Ya Tvoja"              |
|   | Elena Korneeva       | "Why Did I Say Goodbye" |
|   | Denis Povaliy        | "Aces High"             |
|   | Anastasiya Prikhodko | "Action"                |
|   | A.R.M.I.Y.A.         | "Allo Allo"             |
|   | El Kravchuk          | "Moya nadežda"          |
|   | Jamala               | "Smile"                 |
|   | Eduard Romanyuta     | "Berega"                |
|   | Dariya Medova        | "Infinity"              |
|   | TBA                  | TBA                     |
|   | TBA                  | TBA                     |
|   | TBA                  | TBA                     |

## À l'Eurovision
L'Ukraine participera dans la deuxième demi-finale du concours, le 12 mai 2011.